# Apamea maillardi
Apamea maillardi är en fjärilsart som beskrevs av Charles Andreas Geyer 1834. Apamea maillardi ingår i släktet Apamea och familjen nattflyn, Noctuidae. Inga underarter finns listade i Catalogue of Life.